# IC 984
IC 984 ist eine Spiralgalaxie vom Hubble-Typ Sb im Sternbild Bärenhüter am Nordsternhimmel. Sie ist schätzungsweise 229 Millionen Lichtjahre von der Milchstraße entfernt.
Das Objekt wurde am 27. Mai 1891 von dem französischen Astronomen Stéphane Javelle entdeckt.